# Дубинка (Іркліївський район)
Дубинка — колишнє село, входило до складу Іркліївського району Черкаської області. Зникло у зв'язку із затопленням водами Кременчуцького водосховища у 1959-60-х роках.
Нині однойменну назву має острів на місці колишнього села.

## З історії
На місці поселення були знайдені пам'ятки ще часів неоліту.
За Гетьманщини слобода Дубинки входила до складу Кропивнянської сотні Переяславського полку.
За описом Київського намісництва 1781 року в слободі Дубинки було 15 хат. За описом 1787 року в селищі Дубинка проживало 60 душ. Було у володінні різного звання «казених людей», козаків і власника — таємного радника, сенатора Миколи Неплюєва.
Була приписана до церков Троїцької у Ковраях та Покровської у Чехівці
У ХІХ ст. село Дубинки були у складі Золотоніського повіту Полтавської губернії.
На радянських мапах до 1940-х років Дубинки позначались як хутір у якому проживає близько 96 чоловік.
У зв'язку зі створенням Кременчуцького водосховища, що мало затопити багато наддніпровських сіл у 1959—1960 роках, Дубинки в той період також були зняті з обліку.
Нині на місці, де було село Дубинка, з води Кременчуцького водосховища виступає лише острів річково-озерної частини з такою ж назвою як і затоплене село.

## Персоналії
У Дубинках народились:
- Носань Сергій Лукич (1939 — 2019) — український поет, прозаїк, драматург, публіцист. Член Національної спілки письменників України. Заслужений діяч мистецтв України[5].